# Чернов, Василий Тихонович
Василий Тихонович Чернов (25 мая 1908, Воловский район — 16 октября 1986, Красный Луч) — санинструктор 48-й отдельной гвардейской разведывательной роты 47 гвардейской стрелковой дивизии, гвардии старшина.

## Биография
Родился 25 мая 1908 года в селе Чесночное Воловского района Липецкой области. Трудился в колхозе. Участник Гражданской войны в 1920 году. Работал строителем в городе Донецке.
В июне 1941 года был призван в Красную Армию Орджоникидзевским райвоенкоматом Донецкой области. На фронте — с сентября 1941 года. Боевой путь начал на Смоленщине, принимал участие в обороне Москвы и в контрнаступлении на полях Подмосковья, в обороне Сталинграда. К 1944 году за мужество и отвагу, проявленные в боях, был награждён орденом Красной Звезды и медалью «За отвагу».
Первое время на фронте был бойцом стрелкового подразделения, затем стал санинструктором и до самой Победы находился в этой должности.
18 июля 1944 года во время боя в районе селе Годовице санинструктор гвардии старшина Чернов вынес с поля боя 16 раненых бойцов. Когда в район пункта сбора раненых прорвались противники, медик залег с автоматом и открыл огонь. Меткими очередями уложили 6 вражеских солдат, а одного фашиста он взял в плен. Приказом от 5 августа 1944 года за мужество и отвагу, проявленные в бою и спасение раненых, гвардии старшина Чернов Василий Тихонович награждён орденом Славы 3-й степени.
23-26 августа 1944 года санинструктор Чернов в составе разведывательной группы действовал в тылу противника в 7 км южнее города Магнушев,. За три дня разведчики истребили много противников, уничтожили артбатарею и пятнадцать автомашин. Фашистское командование приняло разведчиков за воинскую часть, прорвавшуюся в их тыл, и сняло с передовой несколько подразделений для борьбы с ней. В этот момент советские войска нанесли удар по ослабленной обороне. Все три дня Чернов был в гуще событий. Он оказывал помощь раненым, спас жизнь командиру. В сложной обстановке сам брался за автомат, лично уничтожил свыше 10 противников. Приказом по войскам 8-й гвардейской армии от 31 августа 1944 года гвардии старшина Чернов Василий Тихонович награждён орденом Славы 2-й степени.
16 апреля 1945 года в составе разведгруппы выполнял боевое задание по разведке противника на левом берегу реки Шпрее в районе Бюккененштрассе. Разведчики вступил в бой и вели его до подхода подкрепления, уничтожив до 80 солдат, 2 автоматические пушки, 3 миномета, взяли в плен 12 фашистов, тем самым обеспечили успешное форсирование реки другими подразделениями. День Победы встретил в Берлине.
Вскоре после Победы был демобилизован. Уехал не в Донбасс, где призывался в армию, а в родную Липецкую область. Последняя награда нашла его уже в мирное время.
Указом Президиума Верховного Совета СССР от 15 мая 1946 года за исключительное мужество, отвагу и бесстрашие, проявленные на заключительном этапе Великой Отечественной войны в боях с вражескими захватчиками, гвардии старшина Чернов Василий Тихонович награждён орденом Славы 1-й степени.
До 1986 года фронтовик жил на родине, работал завхозом сельской школе. В мае 1986 года переехал в Донецкую область. Умер в 1986 году.

## Награды
Награждён орденами Отечественной войны 1-й степени, Красной Звезды, Славы 3-х степеней, медалями.